# 卡迪維爾 (紐約州)
卡迪維爾（英語：Cadyville）是位於美國紐約州克林頓縣的普查規定居民點。

## 人口
根據2020年美國人口普查的數據，卡迪維爾的面積為3.12平方千米，當中陸地面積為2.81平方千米，而水域面積為0.31平方千米。當地共有人口479人，而人口密度為每平方千米153.53人。